# Allamandasläktet
Allamandasläktet (Allamanda) är ett släkte i familjen oleanderväxter som består av 15 arter från tropiska Amerika. 
Släktet består av buskar som kan vara upprätta eller klängande. Blad kransställda. Blommorna är stora och sitter i klasar, de kan vara toppställda eller sitta i bladvecken, de är trattlika och ofta gula, men andra färger förekommer. Frukten är en taggig kapsel med många vingade frön.

## Odling
Allamandasläktets arter vill stå ljust men skyddas mot skarpt solljus. Jorden bör hållas jämnt fuktig och den får aldrig bli riktigt torr. Under sommarhalvåret krävs mycket vatten, i synnerhet under blomningsperioden. Under vinter och vår kan man vara lite mer sparsam med vattnet. Även luften bör ha så hög fuktighet som möjligt. Dels kan man duscha plantan med en duschflaska så ofta man kan. För torr luft kan framför allt orsaka angrepp av spinnkvalser. Vattna med krukväxtnäring en gång i veckan från vår till höst och en gång i månaden vintertid. Bästa temperatur året om är omkring 18 °C. Allamandor trivs inte om temperaturen sjunker under 15 °C under längre perioder. 
För att kunna härbärgera en allamanda i fönstret krävs att man beskär den lite varje vår. Det gynnar även blomningen, eftersom den blommar på nya skott. Har man utrymme kan man låta dem växa fritt och de klängande arterna kan bindas upp den mot en spaljé. När de nya skotten hunnit bli ca 5 centimeter långa vattnar man sparsammare till dess att man ser antydan till blomknoppar, och ökar då vattenmängden. Omplantering bör ske på våren.
Allamandor förökas enklast med toppsticklingar på våren eller sensommaren, och tas lämpligen i samband med beskärning, men sticklingarna kan dock ha svårt att rota sig. Bäst går det om temperaturen kan hållas runt 20-23 °C och krukan täcks med plastpåse försedd med ventilationshål.

## Arter
De vetenskapliga namnen i släktet är (i alfabetisk ordning):
- Allamanda angustifolia Pohl
  - Allamanda angustifolia var. psilophylla Müll.Arg. = Allamanda angustifolia
  - Allamanda aubletii Pohl = Allamanda cathartica
- Allamanda blanchetii A.DC.: Purple Allamanda, Violet Allamanda
  - Allamanda brasiliensis Schott ex Pohl = Allamanda schottii
- Allamanda cathartica L.: Golden-trumpet, Large Yellow Bells, Brownbud Allamanda, Yellow Allamanda
  - Allamanda cathartica Schrad. = Allamanda schottii
  - Allamanda cathartica f. salicifolia Voss = Allamanda cathartica
  - Allamanda cathartica var. grandiflora (Aubl.) L.H.Bailey & Raffill nom. inadmiss. = Allamanda cathartica
  - Allamanda cathartica var. hendersonii (Bull ex Dombrain) L.H.Bailey & Raffill = Allamanda cathartica
  - Allamanda cathartica var. nobilis (T.Moore) L.H.Bailey & Raffill = Allamanda cathartica
  - Allamanda cathartica var. schottii L.H.Bailey & Raffill = Allamanda schottii
  - Allamanda cathartica var. williamsii (Anon.) L.H.Bailey & Raffill = Allamanda cathartica
- Allamanda doniana Müll.Arg.
  - Allamanda grandiflora (Aubl.) Lam. nom. inadmiss. = Allamanda cathartica
  - Allamanda grandiflora Poiret nom. Iileg. = Allamanda cathartica
  - Allamanda hendersonii Bull ex Dombrain = Allamanda cathartica
  - Allamanda hendersonii W.Bull ex Dombrain = Allamanda cathartica
- Allamanda laevis Markgr.
  - Allamanda latifolia C.Presl = Allamanda cathartica
  - Allamanda linnei Pohl = Allamanda cathartica
  - Allamanda magnifica Williams = Allamanda schottii
- Allamanda martii Müll.Arg.
  - Allamanda martii var. parvifolia Müll.Arg. = Allamanda martii
  - Allamanda neriifolia Hook. = Allamanda schottii
  - Allamanda nobilis T.Moore = Allamanda cathartica
- Allamanda oenotherifolia Pohl
- Allamanda parviflora C.Presl
- Allamanda polyantha Müll.Arg.
  - Allamanda puberula A.DC. = Allamanda puberula
  - Allamanda puberula var. gardneri A.DC. = Allamanda puberula
  - Allamanda puberula var. glabrata Müll.Arg. = Allamanda puberula
  - Allamanda puberula var. lasiocalycina Müll.Arg. = Allamanda puberula
  - Allamanda salicifolia hort. = Allamanda cathartica
  - Allamanda schottii Hook. = Allamanda cathartica
- Allamanda schottii Pohl: Bush Allamanda
- Allamanda setulosa Miq.
- Allamanda thevetifolia Müll.Arg.
  - Allamanda wardleyana Lebas = Allamanda cathartica
- Allamanda weberbaueri Markgr.
  - Allamanda verrucosa Gardn. ex Müll.Arg. = Allamanda puberula
- Allamanda verticillata Desf.
  - Allamanda williamsii Hort. = Allamanda cathartica
  - Allamanda violacea Gardn. & Field. = Allamanda blanchetii

### Webbkällor
- Svensk Kulturväxtdatabas
- Flora of China - Allamanda